# クダクラゲ目
クダクラゲ目（管クラゲ目、Siphonophorae）はヒドロ虫綱に属するクラゲ様の動物の一群。群体でクラゲを構成することが特徴である。

## 概説
一般的なクラゲとは異なり、単純な傘状ではなく、細かい飾りのついた紐状や、気胞から多数の触手が伸びるなど、その形は多様であるが、いずれにせよ、出芽によって生じた多数の個体がつながった群体であり、そのため往々にして透明な部品が集まった細長い形になりやすい。また、個々の個体には多型が見られる。中にはマヨイアイオイクラゲのように、体長が40 - 50メートルにも達し、シロナガスクジラを抜いて動物で最も長いのではないかと言われるものもある。
種によっては手荒く扱うとそれらがバラバラになりやすく、標本では形を残すのが難しい。

## 構造

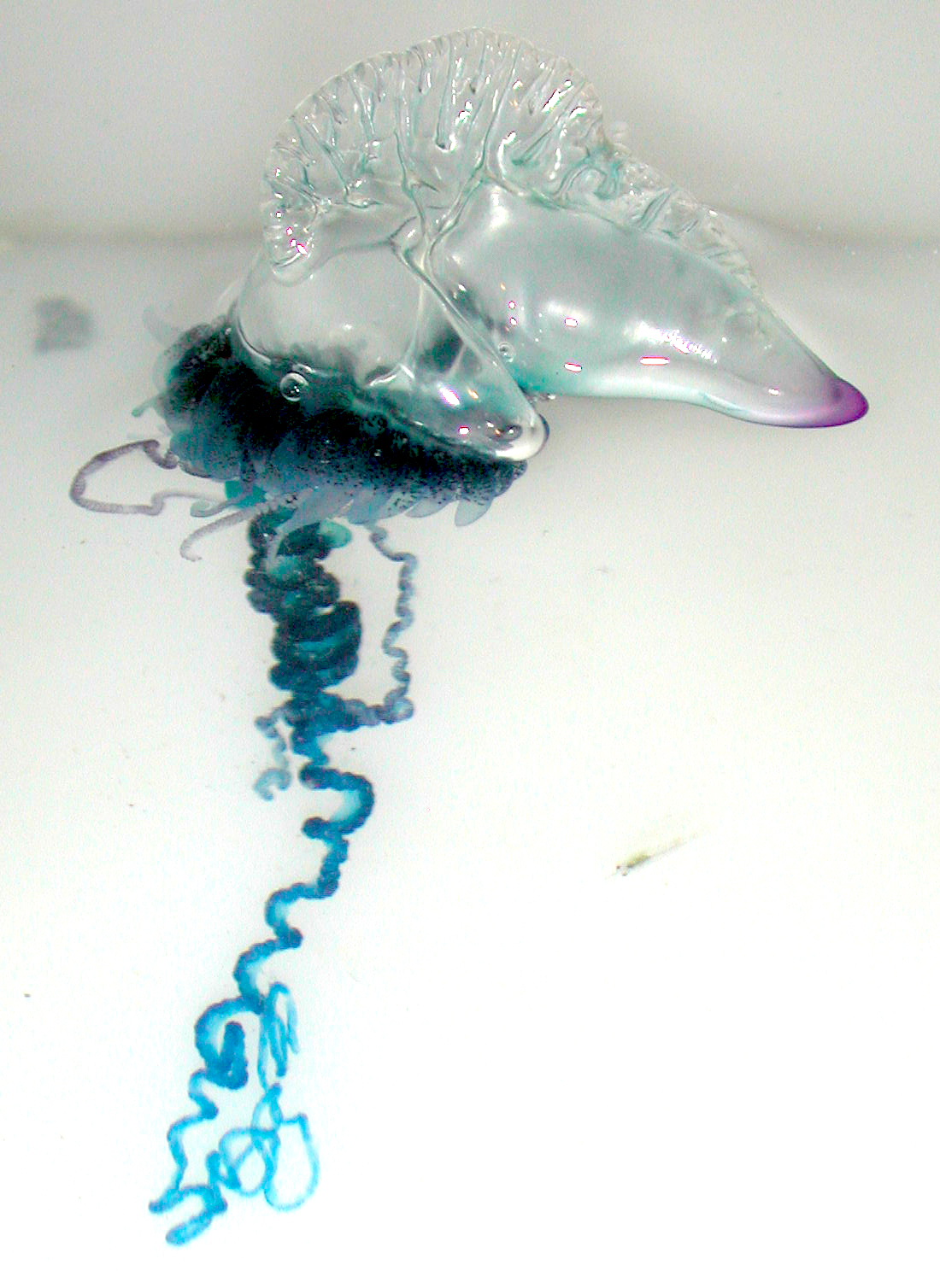
カツオノエボシ

基本的には、中空の主軸が何カ所かの点で伸びながら個体を出芽によって生じることにより成長する。この軸を幹（かん）と呼ぶ。幹の一端は気胞体といって空気を含んだ小胞になり、これが上の端である。そこから下に幹が伸び、幹上に個体を作りつつ成長して行く。

### 個虫
群体を構成する個体には顕著な多形現象が見られる。全体としてクラゲと呼ばれてはいるが、個々の個体について見れば、クラゲ型とポリプ型が混在する。クラゲ型では気胞体のほかに泳鐘（えいしょう）と保護葉がある。泳鐘は幹から側面に向けて広がったコップ状の形のもので、これは一般のクラゲの傘にあたり、これを拡大縮小して水を送って遊泳するのに使われる。泳鐘は往々にして多角形をしている。保護葉は寒天質が伸び広がってその下の個虫を覆うようになったもので、ポリプ型と見る向きもある。
ポリプ型には基部から触手を発達させる栄養体、口がなく触手のある感触体、触手を欠く生殖個虫などがある。幹の下端には最初の栄養体があり、カツオノエボシなどではこれが大きく成長する。触手の構造は複雑で、刺胞叢と呼ばれる独特の構造を発達させる。生殖体はクラゲに近い構造を持つが、クラゲとして独立しないいわゆる子嚢である。

### 群体
群体全体の形として、上の方には気胞体の下に泳鐘が集まり、この部分を泳鐘部と言う。鐘泳亜目のものではこれはごく少数の泳鐘からなるが、胞泳亜目ではこれが幹の上部分に一定の長さにわたり、互いに組み合わさって泳鐘柱を構成する。また、嚢泳亜目では気嚢体のみがあり、泳鐘を欠く。
それ以下の部分を栄養部と言う。栄養部の幹には等間隔に泳鐘や栄養体、生殖体などの組を並べるものが一つの典型としてあり、このような一個の泳鐘とその下に並ぶ個虫の集まりを幹群という。生殖時にそれらが離れて遊泳する場合があり、これをユードキシッド (Eudoxiod) と呼び、かつては異なる生物と考えられた例もある。鐘泳亜目ではこのユードキシッドが有性世代であると見る向きもある。
外見的に大きく異なるのがカツオノエボシなどで、幹は短くなり、個虫は狭い範囲に集中している。なお、カツオノカンムリやギンカクラゲなどもそのようなものと考えられていたが、現在ではこれらは花クラゲ類の浮遊性のポリプと考えられている。

## 発生
発生はプラヌラ期から直接にクラゲに発達する。
胞泳・嚢泳両亜目のものでは、動物極側に口を生じて栄養体が形成され、反対側では気胞体が作られると、これらは独立した個体になり、この両個体が群体の上下の端となる。その後にその間の側面に幹を生じて、それ以外の個虫は幹の腹側面に順次形成される。
鐘泳亜目のものでは、プラヌラは原始栄養体となって気胞体を生じないため、プラヌラの本体は一個体だけに変化し、幹はやはり側面に形成される。

## 生態
外洋域に浮遊するものがほとんどである。カツオノエボシなどよく知られたものも、主な生息域は外洋であり、海岸へはたまたま打ち寄せられたと見た方がよい。また、カツオノエボシのように水面に出るものはほとんど無く、ほとんどは中層に有り、波の静かな時だけ浅いところに浮かんでくるらしい。

## 人間とのかかわり
多くのものはほとんど人間とかかわりをもたない。カツオノエボシは浅瀬に出現し、強い刺胞毒をもつことで有名である。それ以外にも毒の強い種はあるが、多くは人と触れる機会がない。ボウズニラなどは漁業の網に引っ掛かることがあり、その際に漁師に被害を与えることがあることで警戒される。

## 分類
3亜目におよそ16科60属180種が属する。胞泳亜目や、その他幾つかの科は側系統群である。
- Cystonecta 嚢泳亜目（ボウズニラ亜目）- 気胞体はあるが泳鐘や保護葉がない[2]。
  - Physaliidae Brandt, 1835 カツオノエボシ科 - 1属1種 カツオノエボシ
  - Rhizophysidae Brandt, 1835 ボウズニラ科 - 2属4種 ボウズニラ・マガタマニラ
- Codonophora
  - Physonectae 胞泳亜目（ヨウラククラゲ亜目）- 気胞体、泳鐘や保護葉を持つ[2]。
    - Apolemiidae Huxley, 1859 ケムシクラゲ科 - 1属5種
    - Stephanomiidae Huxley, 1859 オオダイダイクダクラゲ科 - 1属1種 オオダイダイクダクラゲ
    - Erennidae Pugh, 2001 アワハダクラゲ科 - 2属4種
    - Pyrostephidae Moser, 1925 ヘビクラゲ科 - 2属5種
    - Rhodaliidae Haeckel, 1888 ヒノマルクラゲ科 - 8属13種
      - Steleophysema ヒノマルクラゲ属 - ヒノマルクラゲ

    - Forskaliidae Haeckel, 1888 ツクシクラゲ科 - 1属5種
    - Physophoridae Eschscholtz, 1829 バレンクラゲ科 - 1属2種
      - Physophora バレンクラゲ属 - バレンクラゲ

    - Resomiidae Pugh, 2006 ナンキョクオオミミクラゲ科 - 1属5種
    - Agalmatidae Brandt, 1834 ヨウラククラゲ科 - 11属23種
      - Athorybia ノキシノブクラゲ属 - ノキシノブクラゲ
      - Nanomia ナガヨウラククラゲ属 - シダレザクラクラゲ・ナガヨウラククラゲ
      - Marrus ヒノオビクラゲ属 - ヒノオビクラゲ
      - Agalma ヨウラククラゲ属 - ヨウラククラゲ

  - Calycophorae 鐘泳亜目（ハコクラゲ亜目）- 気胞体がない[2]。
    - Abylidae L. Agassiz, 1862 - 5属10種
      - Abyla ハコクラゲ属
      - Abylopsis ハコクラゲモドキ属
      - Bassia トウロウクラゲ属

    - Clausophyidae Totton, 1965 フタツタイノウクラゲ科 - 5属10種
    - Diphyidae Quoy & Gaimard, 1827 フタツクラゲ科 - 8属48種
      - Dimophyes カドナシフタツクラゲ属
      - Muggiaea ヒトツクラゲ属
      - Diphyes フタツクラゲ属

    - Hippopodiidae Kölliker, 1853 バテイクラゲ科 - 2属5種
    - Prayidae Kölliker, 1853 アイオイクラゲ科 - 13属27種
      - Praya アイオイクラゲ属 - マヨイアイオイクラゲ
      - Rosacea コアイオイクラゲ属
      - Stephanophyes ハナワクラゲ属

    - Sphaeronectidae Huxley, 1859 - 1属10種 ジェリーボールクラゲ